# Anthony Charles Catania
Anthony Charles Catania (nacido en 1936) es un investigador estadounidense en análisis del comportamiento conocido por su trabajo teórico, experimental y aplicado. Es profesor emérito de psicología en la Universidad de Maryland, condado de Baltimore (UMBC), donde enseñó y realizó investigaciones durante 25 años, se jubiló en 2008. Recibió un BA (1957) y MA (1958) en la Universidad de Columbia en Psicología . Recibió su doctorado (Ph.D.) en Psicología en la Universidad de Harvard en 1961. Permaneció en Harvard para realizar investigaciones como investigador postdoctoral en el laboratorio de BF Skinner. Antes de su carrera en la UMBC, ocupó una plaza de docente durante casi una década en la Universidad de Nueva York (NYU).
Se dedicó al estudio del comportamiento de animales humanos y no humanos. Ha escrito más de 200 artículos de journal y capítulos de libros, ha editado o coeditado seis libros, y ha escrito dos libros de texto sobre aprendizaje entre los temas específicos que ha publicado se incluyen los programas de reforzamiento, el comportamiento verbal humano, y la historia del análisis de la conducta. Fue  editor en jefe del Journal of the Experimental Analysis of Behavior (1966–69), se desempeñó como editor asociado en varias revistas, incluidas Behavioral and Brain Sciences, Behaviorism y European Journal of Behavior Analysis . Fungió dos veces como presidente de la Society of the Experimental Analysis of Behavior (de 1966 a 1967 y de 1981 a 1983) y como presidente de la Association for Behavior Analysis [ahora Association for Behavior Analysis International (ABAI), de 1981 a 1984]. Es miembro de las Divisiones 3, 6, 25 y 28 de la Asociación Americana de Psicología (APA), se desempeñó como Presidente de la División 25 de 1996 a 1998. Reside en Columbia, Maryland .